# Universität Sannio

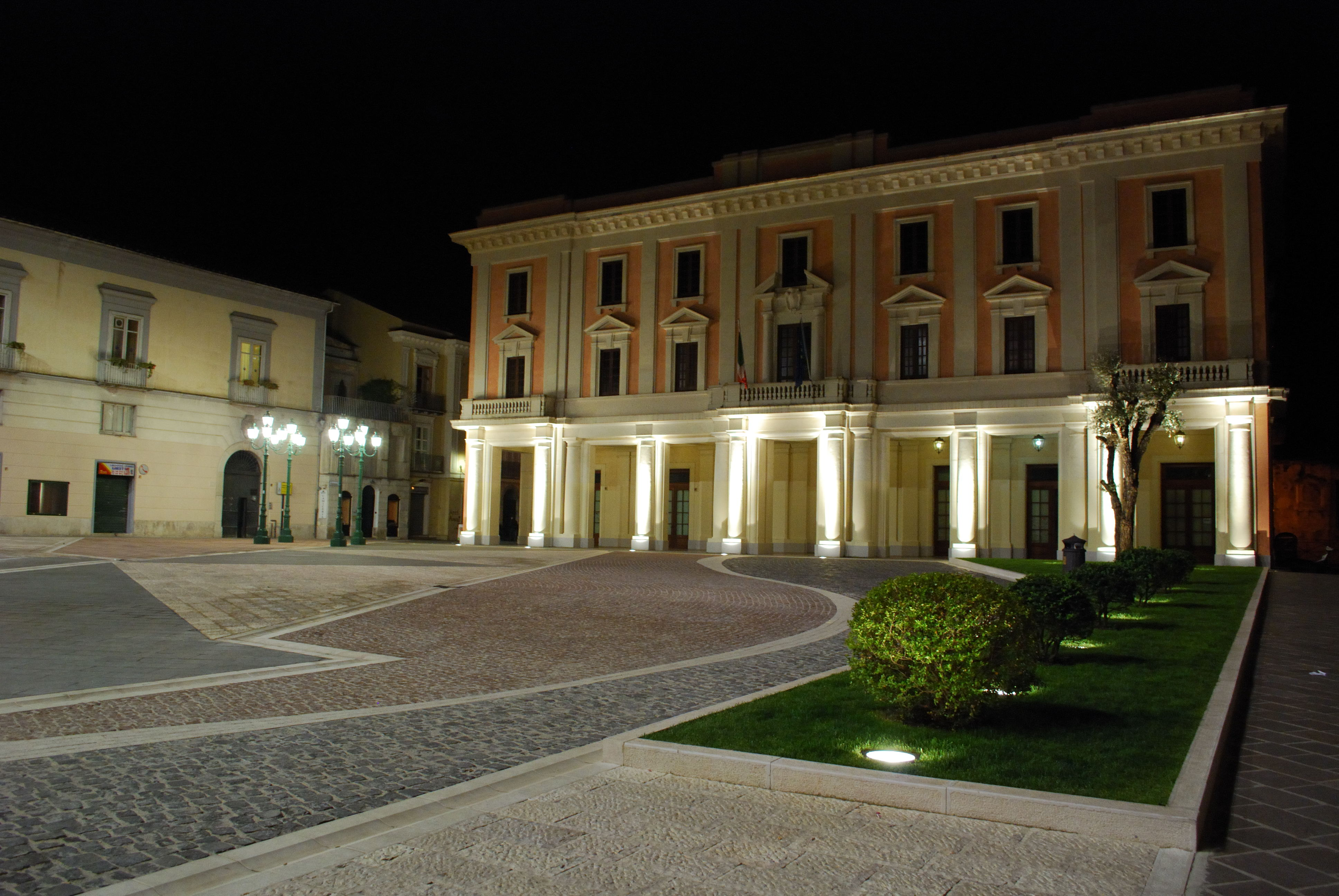
Fakultät für Ingenieurwissenschaften an der Piazza Roma in Benevento

Die Università degli Studi del Sannio di Benevento, kurz UNISANNIO, ist eine staatliche Universität mit Hauptsitz in Benevento und einer Niederlassung in Ariano Irpino in der italienischen Region Kampanien.
Die 1998 gegründete Universität Sannio war seit 1990 Teil der Universität Salerno. Sie ist in vier Fakultäten mit fast 5000 Studierenden organisiert und bietet Kurse in den Bereichen Recht, Statistik, Umwelt, Geologie und Biologie, Biotechnologie, Bauingenieurwesen, Computertechnik, Energietechnik, Elektrotechnik, Wirtschaft und Unternehmensorganisation an.

## Dipartimenti – Fachbereiche
Die Universität Sannio ist in drei verschiedene Dipartimenti unterteilt:
- Diritto, Economia, Management e Metodi quantitativi (DEMM) – Rechtswissenschaften, Wirtschaftswissenschaft, Management und Quantitative Methoden (DEMM)
- Ingegneria (DING) – Ingenieurwissenschaften
- Scienze e Tecnologie (DST) – Wissenschaft und Technologie (DST)

## Rektoren
- Pietro Perlingieri (1998–2000)
- Aniello Cimitile (2000–2006)
- Filippo Bencardino (2006–2013)
- Filippo de Rossi (2013–2019)
- Gerardo Canfora (seit 2019)